# Adolfo Cárdenas Franco
Adolfo Cárdenas Franco (La Paz, Bolivia; 1950-26 de febrero de 2023) fue un escritor y dibujante boliviano, muy conocido por su obra Periférica Blvd.

## Biografía
Realizó estudios superiores en The Paterson School of Fine Arts de New Jersey, en la carrera de Literatura de la Universidad Mayor de San Andrés (UMSA), y en la Universidad de Iowa en Estados Unidos. Es, además, técnico superior en Administración de Empresas y fue docente en la carrera de Literatura en la UMSA y la Academia Nacional de Bellas Artes Hernando Siles.

## Obra

### Cuentos
- Alaxpacha (1983, Argentina)
- Fastos Marginales (1989, Bolivia)
- Ch'ojcho con Audio de Rock Pesado (1992, Bolivia)
- El octavo sello (1997, Bolivia)
- Doce monedas para el barquero (2007)
- Tres biografías para el olvido en (2008)

### Novela
- Periférica Blvd. (2004, Bolivia)
- El caso del Pérez de Holguin (2011)

La producción literaria de Cárdenas se caracteriza por el uso de un lenguaje popular local que representa su búsqueda por cotidianizar la literatura. Así se advierte a lo largo de su obra. Su primer libro fue Alaxpacha, un libro de cuentos sobre mitos andinos publicado en Argentina en 1983 luego de ganar la Mención del Premio Atlántida. Seis años después, publicó Fastos marginales (1989) en Bolivia, para este libro Cárdenas sumó a los cuentos de Alaxpacha “otro grupo de cuentos urbano marginales”. En 1992, publicó Ch’ojcho con audio de rock pesado, El octavo sello el año 1997, ambos libros de cuentos; el 2004 llega su primera novela: Periférica Blvd.,Ópera Rock-Oco para luego retomar el cuento con Doce monedas para el barquero publicado el 2007 y Tres biografías para el olvido en 2008. Las publicaciones más recientes son una nouvelle titulada El caso del Pérez de Holguín (2011), y el libro de cuentos Vidas y marginarias (2017).

## Temática
Otro aspecto importante de la obra de Cárdenas es el tratamiento de lo marginal y lo popular en relación con la ciudad y su identidad. Este rasgo inscribe a este autor en la tradición literaria que tematiza la paceñidad, que recrea el occidente boliviano, y de la que forman parte autores como René Bascopé, Jaime Sáenz, Arturo Borda, Víctor Hugo Viscarra, Alison Spedding y Juan Pablo Piñeiro.